# ДВС-синдром
ДВС-синдром (диссеминированное внутрисосудистое свёртывание, коагулопатия потребления, тромбогеморрагический синдром) — это патологический неспецифический процесс, характеризующийся образованием диссеминированных тромбов (фибринных, эритроцитарных и гиалиновых) в сосудах микроциркуляторного русла в сочетании с несвёртываемостью крови, приводящей к множественным массивным кровоизлияниям.
Может протекать бессимптомно или в виде остро развившейся коагулопатии. Часто встречается при различной акушерской патологии, различных видах шока, тяжёлых травмах, бактериальном сепсисе.

## Классификация
Выделяют 3 основных типа течения заболевания.
- Острый ДВС синдром.
- Подострый ДВС синдром.
- Хронический ДВС синдром[4].

Также существует довольно большое количество классификаций по стадиям развития процесса.
По М. С. Мачабели выделяют 4 стадии:
- I стадия — гиперкоагуляции;
- II стадия — коагулопатия потребления;
- III стадия — резкое снижение в крови всех прокоагулянтов, вплоть до полного отсутствия фибриногена;
- IV стадия — восстановительная.

По Фёдоровой З. Д. и др. (1979), Барышеву Б. А. (1981) классификация имеет следующий вид:
- I стадия — гиперкоагуляции;
- II стадия — гипокоагуляции;
- III стадия — гипокоагуляции с генерализованной активацией фибринолиза;
- IV стадия — полное несвертывание крови.

## Этиология

### Этиологические формы острого и подострого ДВС-синдрома
1. Инфекционно-септические:
  - бактериальные;
  - вирусные;
  - токсически-шоковый (в том числе при абортах).
2. Травматические и при деструкциях тканей:
  - ожоговый;
  - синдром длительного сдавления;
  - массивные травмы;
  - при некрозах тканей и органов (острая токсическая дистрофия печени, некротический панкреатит, острый инфаркт миокарда и др.);
  - при остром внутрисосудистом гемолизе, в том числе при переливаниях несовместимой крови;
  - при травматичных операциях;
  - при массивных гемотрансфузиях;
  - при гемобластозах, прежде всего при остром промиелоцитарном лейкозе;
  - при острой лучевой болезни.
3. Акушерские и гинекологические:
  - при эмболии околоплодными водами (особенно инфицированными);
  - при ранней отслойке и предлежании плаценты;
  - при атонии и массаже матки;
  - при внутриутробной гибели плода и его ретенции;
  - при преэклампсии и эклампсии.
4. Шоковые (при всех терминальных состояниях).
5. В процессе интенсивной химиотерапии.
6. При трансплантации органов.

Причинами хронического (затяжного) ДВС-синдрома чаще всего являются следующие виды патологии:
1. хрониосепсис, включая затяжной септический эндокардит;
2. хронические иммунные и иммунокомплексные болезни;
3. хронические вирусные заболевания (гепатит, ВИЧ и др.);
4. опухолевые процессы (рак, лимфомы, лейкозы и др.).

 Фазы ДВС-синдрома:
- I фаза — гиперкоагуляция. Потеря факторов свертывающей системы в процессе обильного кровотечения приводит к удлинению времени образования сгустка и его ретракции, удлинению времени капиллярного кровотечения. Лабораторные показатели: уменьшение времени свертывания крови, тромбинового времени, положительный этаноловый тест.

- II фаза — гипокоагуляция. При геморрагическом шоке в фазе спазма венул и артериол (клинические проявления: дегидратация, бледные и холодные кожные покровы, признаки острой почечной недостаточности) в капиллярах развивается расслоение плазмы и форменных элементов — «сладж»-феномен. Агрегация форменных элементов, обволакивание их фибрином сопровождаются потреблением факторов свертывания крови и активацией фибринолиза. Лабораторные показатели: умеренная тромбоцитопения (до 120×109/л), тромбиновое время 60 с и больше, резко положительный этаноловый тест.

- III фаза — потребления с активацией местного фибринолиза. Афибриногенемия в сочетании с выраженной активацией фибринолиза. При этой фазе рыхлые сгустки крови в месте кровотечения быстро (в течение 15-20 мин) лизируются на 50 %. Лабораторные показатели: увеличение времени свертывания крови, тромбинового времени, уменьшение тромбоцитов до 100×109/л, быстрый лизис сгустка.

- IV фаза — генерализованный фибринолиз. Капиллярная кровь не свертывается, отмечаются паренхиматозное кровотечение, петехиальные высыпания на коже и внутренних органах, гематурия, выпот в синовиальные полости и терминальные изменения в органах и системах.

## Патогенез

### Основные звенья патогенеза ДВС-синдрома
1. Начальная активация гемокоагуляционного каскада и тромбоцитов эндогенными факторами: тканевым тромбопластином, лейкоцитарными протеазами, продуктами распада тканей, опухолевыми прокоагулянтами; 

2. Персистирующая тромбинемия с повышением уровня её маркеров в крови (РФМК и D-димеров); 

3. Истощение системы физиологических антикоагулянтов со значительным снижением содержания в плазме антитромбина III, протеина С, плазминогена и повышением уровня тромбомодулина в плазме крови; 

4. Системное поражение сосудистого эндотелия и снижение его антитромботического потенциала; 

5. Образование микросгустков крови и блокада микроциркуляции в органах-мишенях (мозг, надпочечники, почки, печень, желудок и кишечник (субсиндром полиорганной недостаточности) с развитием дистрофических и деструктивных нарушений в них). 

6. Активация фибринолиза в зоне блокады микроциркуляции и истощение его резервов в общей циркуляции; 

7. Потребление факторов гемокоагуляции и тромбоцитопения (и — патия) потребления, приводящие к системной кровоточивости и терминальной гипокоагуляции вплоть до полной несвертываемости крови (геморрагическая фаза синдрома); 

8. Нарушение барьерной функции слизистой оболочки желудка и кишечника с трансформацией асептического ДВС-синдрома в септический; 

вторичная тяжелая эндогенная интоксикация.

## Клиническая картина
В клинической картине ДВС-синдрома отмечаются:
- в 1-й стадии — симптомы основного заболевания и признаки тромбогеморрагического синдрома (с преобладанием проявлений генерализованного тромбоза), гиповолемия, нарушение метаболизма;

- во 2-й стадии появляются признаки полиорганного повреждения и блокады системы микроциркуляции паренхиматозных органов, геморрагический синдром (петехиально-пурпурный тип кровоточивости);

- в 3-й стадии к указанным нарушениям присоединяются признаки полиорганной недостаточности (острая дыхательная, сердечно-сосудистая, печеночная, почечная, парез кишечника) и метаболические нарушения (гипокалиемия, гипопротеинемия, метаболический синдром по смешанному типу (петехии, гематомы, кровоточивость из слизистых оболочек, массивные желудочно-кишечные, легочные, внутричерепные и другие кровотечения, кровоизлияния в жизненно важные органы);

- в 4-й стадии (при благоприятном исходе) основные витальные функции и показатели гемостаза постепенно нормализуются.

## Диагностика
Проводится диагностика свертывания крови и нарушения фибринолиза.
ЭКСПРЕСС-ДИАГНОСТИКА НАРУШЕНИЯ ГЕМОСТАЗА.
| показатель        | норма   | 1 фаза  | 2 фаза    | 3 фаза    | 4 фаза                |
| ----------------- | ------- | ------- | --------- | --------- | --------------------- |
| время свертывания | 5-12    | менее 5 | 5-12      | более 12  | более 60              |
| лизис сгустка     | нет     | нет     | нет       | быстрый   | сгусток не образуется |
| число тромбоцитов | 175-425 | 175-425 | менее 120 | менее 100 | менее 60              |

Гиперкоагуляционная фаза ДВС-синдрома

При наличии заболевания или состояния, которое может вызвать гиперкоагуляционный синдром, необходимо определить ряд лабораторных показателей коагулограммы и тенденции их изменения с течением времени. АЧТВ может сокращаться, уровень тромбоцитов падает, уровни D-димеров, тромбин-антитромбиновых комплексов, фрагментов протромбина растут.

Гипокоагуляционная фаза ДВС-синдрома

Для этой фазы характерно сочетание геморрагических проявлений в результате полной несвертываемости крови с выраженной полиорганной недостаточностью. Лабораторные показатели на этой стадии демонстрируют выраженную гипокоагуляцию: сгусток в пробирке не образуется, резко удлиняется АЧТВ и ПВ, снижается уровень антитромбина III, в крови резко повышается уровень D-димеров, развивается выраженная тромбоцитопения, и тромбоциты перестают полноценно агрегировать (тромбоцитопатия ДВС-синдрома).

## Лечение
- Терапия основного заболевания – устранение причины ДВС-синдрома.
- Стабилизация гемодинамики, адекватная вентиляционная поддержка, обеспечение диуреза.
- Лечение нарушений свертываемости крови – прерывание активации гемокоагуляционного каскада и восполнение недостающих компонентов с целью достижения эффективного уровня факторов свертывания крови, фибриногена и тромбоцитов:
  - Тромбоконцентрат – для поддержания оптимального количества тромбоцитов > 50×109/л;
  - Свежезамороженная плазма – при проявлениях кровотечения и удлинении ПТВ;
  - Фибриноген – при его концентрации ниже 1 г/л;
  - Антитромбин – при хронической форме ДВС-синдрома с целью достижения 100-120% нормы;
  - Гепарин – применяется при хронической форме ДВС-синдрома, противопоказан при кровотечении (действует только при достаточной концентрации антитромбина III – более 70% нормы);
  - Активированный протеин С;
  - Рекомбинантный активированный фактор VII [6].

## Прогноз
Прогноз варьируется в зависимости от основной патологии и степени внутрисосудистого тромбоза. Так на 1 и 2 стадии он благоприятный, но лишь при наличии адекватного лечения; сомнительный на 3; и летальный на 4. Для пациентов с ДВС-синдромом, независимо от причины вызвавшей его, прогноз часто мрачен: от 20 % до 50 % пациентов умирают. ДВС-синдром осложненный сепсисом имеет значительно более высокий уровень смертности, чем не осложненный.